# كربيد البورون
كربيد البورون هو مركب كيميائي من البورون والكربون، له الصيغة الكيميائية B4C. ينتمي المركب إلى مجموعة الكربيدات، ويكون على شكل بلورات أو مسحوق صلب أسود اللون.

## التحضير
حضّر كربيد البورون لأول مرة سنة 1899 من قبل الكيميائي هنري مواسان.
يحضّر كربيد البورون البلوري من تفاعل اختزال لمركب أكسيد البورون مع الكربون (الفحم) في فرن كهربائي عند درجة حرارة مقدارها 2400 ° س.
{\displaystyle \mathrm {2\ B_{2}O_{3}\ +\ 7\ C\ \longrightarrow \ B_{4}C\ +\ 6\ CO} }
يمكن الحصول على مسحوق ناعم من كربيد البورون بإجراء تفاعل الاختزال لأكسيد البورون باستخدام فلز المغنسيوم بوجود الكربون.
{\displaystyle \mathrm {2\ B_{2}O_{3}\ +\ 6\ Mg\ +\ C\ \longrightarrow \ B_{4}C\ +\ 6\ MgO} }
تزال الشوائب من أكسيد المغنسيوم من وسط التفاعل بإجراء عملية غسل بحمض معدني.

## الخواص
يعد كربيد البورون من المواد السيراميكية ذات الصلادة المرتفعة، حيث تبلغ قيمة الصلادة حسب مقياس فيكرز 38 غيغاباسكال، في حين أن معامل المرونة الطولي لها 460 غيغاباسكال.

## الاستخدامات
تتميز المادة بأن لها مقطع عرضي كبير بالنسبة لامتصاص النيوترونات، لذلك تستخدم في حالات الطوارئ عند حدوث تسريبات نووية، كما حدث في كارثة تشيرنوبيل، حيث ألقيت المادة في قلب المفاعل النووي لإيقاف التفاعل النووي التسلسلي.